# Ouled Riyah
Ouled Riyah (în arabă أولاد رياح) este o comună din provincia Tlemcen, Algeria.
Populația comunei este de 4.329 de locuitori (2008).